# バルトロメオ・デ・セルマ
バルトロメオ・デ・セルマ・イ・サラベルデ（Bartolomeo de Selma y Salaverde, 1595年頃 - 1638年以後）は、スペインの作曲家、ファゴット奏者。

## 生涯
クエンカ出身。宮廷音楽家だった父から音楽訓練を受けた後、聖アウグスチノ修道会に入った。その後中央ヨーロッパを旅し、1628年から1630年までインスブルックのオーストリア大公レオポルト5世の宮廷でファゴット奏者として働いた。その後、オーストリアやポーランド各地の宮廷に仕え、1638年にヴェネツィアで『カンツォーナ、ファンタジア、コッレンテ第1集』を出版した。その他に声楽曲の手稿譜が残存している。